# Joaquín Sisó Cruellas
Joaquín Sisó Cruellas (ur. 5 czerwca 1931 we Fradze) – hiszpański polityk, inżynier i urzędnik państwowy, deputowany krajowy, poseł do Parlamentu Europejskiego III i IV kadencji.

## Życiorys
Z wykształcenia doktor inżynierii leśnej oraz architekt, kształcił się w instytutach planowania i budownictwa. Zatrudniony w administracji leśnej. Od 1974 urzędnik ministerialny, najpierw w ministerstwie planowania, następnie m.in. w biurze premiera i ministerstwie gospodarki.
Działacz Sojuszu Ludowego i następnie Partii Ludowej. Od 1982 do 1989 sprawował mandat posła do Kongresu Deputowanych, niższej izby Kortezów Generalnych. W latach 1989–1999 przez dwie kadencje był natomiast eurodeputowanym, zasiadając we frakcji chadeckiej i pełniąc m.in. funkcję wiceprzewodniczącego Komisji ds. Transportu i Turystyki.